# Miodesòpsia
Una mosca volant també anomenades miodesòpsia (del llatí, muscae volitantes) o cossos flotants, són un defecte ocular que es manifesta en la visió com un aplec de taques, punts o filaments (a vegades en forma de teranyina) suspesos en el camp visual i que no corresponen a objectes externs reals.

## Definició i etimologia
La mosca volant consisteix en la impressió de cossos flotants que es desplacen amb inèrcia amb els moviments del globus ocular. Es perceben especialment bé en situacions de contrasts intensos (pàgina en blanc, cel clar, etc.).
Són el resultat de la presència d'opacitats que es formen en l'humor vitri, el cos gelatinós que emplena el globus ocular, i que amb el pas de la llum projecten la seva ombra sobre la retina. Majoritàriament, són conseqüència natural de l'envelliment d'aquest cos vitri, que va deshidratant-se i disminuint de volum. En conseqüència, les proteïnes vítries que han perdut aigua es condensen perdent transparència. Aquestes taques semblen ser al davant de l'ull, però floten a l'interior d'aquest.
Etimològicament el vocable prové del grec: myie = mosca; eidos = formes; ops = visió.

## Causes
S'han identificat com a principals factors predisposants l'edat (encara que això no implica que no en pateixi gent jove, joves nens) i la miopia. S'observa un augment en la incidència de les mosques volants amb l'edat. En el segon cas, s'argumenta que els miops, com que tenen globus ocular més allargat, tendeixen a accelerar el procés de despreniment vitri.
Encara no s'ha pogut identificar amb precisió la relació causa-efecte, perquè els factors indicats no expliquen per si sols l'aparició i la progressió de les mosques volants. També s'ha proposat que la diabetis i les operacions de cataractes com a causa de la seva aparició. En una proporció molt menor, les mosques volants poden ser conseqüència d'una malaltia ocular greu, com la uveïtis, hemorràgia vítria o despreniment de retina. A vegades poden ser causades per la incidència de llum directa de tipus LÀSER sobre l'ull, provocant la condensació de l'humor vitri dins de l'ull. També l'administració de certs antibiòtics com l'azitromicina.

## Problemàtica
En la majoria dels casos, les mosques volants es consideren circumstància normal i innòcua, que no compromet la visió. El pacient es pot sentir frustrat, ja que no existeix una solució efectiva i segura al problema, sobretot quan aquest es planteja que pot durar tota la vida. Sembla que les mosques volants són un petit defecte en l'humor vitri però amplifiquen moltes vegades la seva mida en veure's projectades sobre el que s'està mirant. Això pot provocar distracció o, inclús, visió borrosa si aquestes són molt denses. En una proporció més reduïda, les mosques volants estan relacionades amb els processos que comprometen la integritat de la retina. Per això, quan apareixen de forma molt sobtada o associades a fotòpsies (flaixos de llum), cal acudir a un metge. En aquest cas, el procediment de diagnòstic sol comportar un examen del fons ocular, mitjançant el qual s'examina tot l'estat de la retina per descartar l'existència d'una malaltia o una lesió greu. En tals casos, les mosques volants són considerades un símptoma.

## Tractament
No hi ha un tractament efectiu contra les mosques volants (exclosa intervenció quirúrgica). Quan les opacitats són en reduït nombre i mida, els pacients s'hi adapten, amortitzant-les en el seu camp de visió. Tanmateix, les mosques rarament desapareixen físicament de la visió i es mantenen visibles, per exemple mirant superfícies clares i homogènies com el cel clar.
No s'ha demostrat relació entre les opacitats vítries i l'ús de complexos vitamínics basats en la vitamina A, luteïna i altres compostos. No existeixen dades objectives ni referències mèdiques de pacients que hagin millorat a conseqüència del consum d'aquestes preparacions.
Cal fer referència a dos recursos excepcionals en el tractament de les mosques volants. Per una banda hi ha la vitrectomia, que és pròpia d'altres problemàtiques oculars, però que té cada cop més acceptació en el món de la medicina per a ser utilitzat en les mosques volants. Aquesta cirurgia consisteix en l'extracció de l'humor vitri i la seva substitució per una solució salina. Per altra banda, l'ús de la fotodisrupció mitjançant el làser. Aquest mètode tracta les opacitats amb descàrregues làser. En alguns casos es busca disgregar-les per a fer-les menys visibles i, en d'altres, desprendre els seus ancoratges, per tal que es desplacin a la perifèria del camp visual. S'ha argumentat que és un mètode no exempt de riscos sobre la retina i de qüestionable eficàcia per resoldre el problema en si.
Les recomanacions generalment acceptades es basen a aprendre a conviure amb les mosques volants utilitzant els següents procediments:
- No «perseguir» les «taques» amb la mirada ni temptar de focalitzar-les; no fer-ne cas, tal com si fossin mosques reals.
- Quan es treballa amb ordinadors i apareixen en el monitor, no perseguir-les. Encara que resulti difícil, continuar amb l'activitat normal.

Es recomana consultar a un oftalmòleg si sobtadament:
- Apareixen molts cossos flotants.
- Es perceben flaixos de llum (quan l'humor vitri frega amb la retina o la tiba, causa la sensació de flaixos de llum). Els flaixos lluminosos, similars a un llamp, són comuns quan s'ha produït despreniment de retina i es denominen fotòpsia.[1]
- Es dona la pèrdua de visió lateral (això és més freqüent en persones majors de 45 anys).

### Vitreòlisi
Una opció més viable i segura és un tractament amb làser per a les taques, anomenat vitreòlisi, que utilitza un làser quirúrgic, també anomenat làser oftàlmic, per a eliminar els flotadors dins de l'ull. El seu funcionament consisteix a realitzar unes cent explosions del làser sobre cada una de les mosques.
Aquests esclats tendeixen a esborrar completament la taca en comptes de trencar-la en moltes altres de més petites. Aquest procediment té una elevada tassa d'èxit, amb poques o gairebé cap complicació. També té una mínima possibilitat d'infecció. La visió pot quedar borrosa durant uns dies i, en una petita porció de casos, un lleuger augment de la pressió ocular. A excepció d'aquests efectes, es presenta com un dels millors procediments per a fer front a les mosques volants.
A més, cal tenir en compte que un procediment amb làser pot, de fet, augmentar el nombre de mosques en comptes de disminuir-lo, encara que molt poc freqüentment.